# Abchaski Kościół Prawosławny

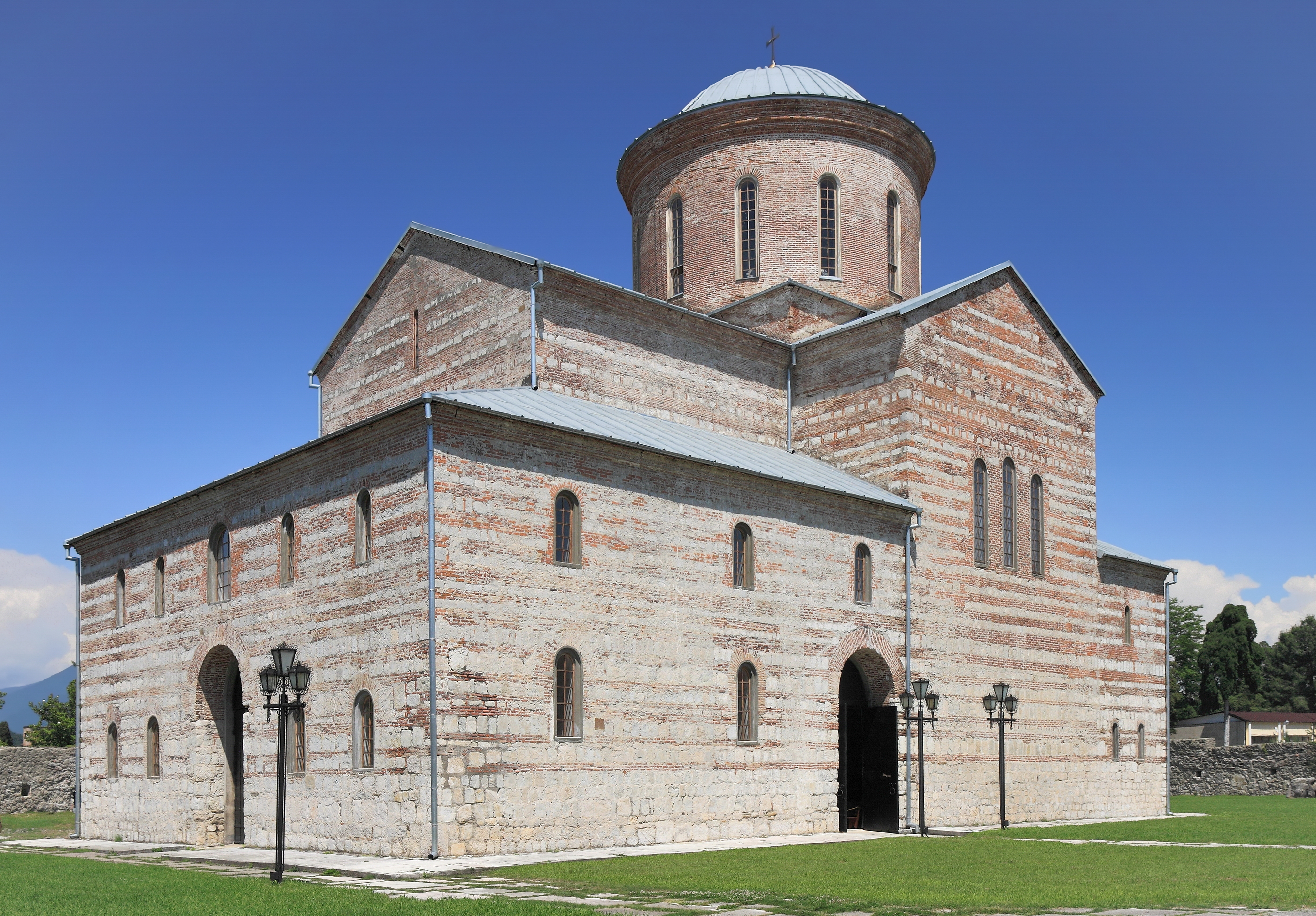
Katedra św. Andrzeja w Picundzie

Abchaski Kościół Prawosławny – niekanoniczny Kościół prawosławny utworzony decyzją zgromadzenia duchowieństwa dotychczasowej eparchii suchumsko-abchaskiej Gruzińskiego Kościoła Prawosławnego.
W związku z konfliktem abchasko-gruzińskim i faktyczną utratą kontroli rządu Gruzji nad terytorium Abchazji kontrolę nad panującą w tym regionie sytuacją stracił również kanoniczny Gruziński Kościół Prawosławny, którego jurysdykcja nad Abchazją jest powszechnie uznawana przez inne Kościoły prawosławne. W 2005 podjęto próbę porozumienia między kanonicznym Kościołem a duchownymi-zwolennikami usamodzielnienia się Kościoła w Abchazji, znaną jako "porozumienie z Majkopu". Jej postanowienia nie były respektowane przez duchowieństwo popierające samodzielność prawosławia w Abchazji. Dochodziło do przypadków usuwania z terytorium Abchazji duchownych lojalnych wobec patriarchy Gruzji. Faktyczną głową eparchii suchumsko-abchaskiej pozostawał w tym okresie ks. Wissarion Aplia. W 2008 kapłan ten deklarował, że duchowieństwo abchaskie pragnie uczynić Kościół w Abchazji autonomiczną strukturą w jurysdykcji patriarchy Moskwy.
W dniu 15 września 2009 zgromadzenie duchowieństwa dotychczasowej eparchii suchumsko-abchaskiej ogłosiło wyjście spod jurysdykcji patriarchy Gruzji i powołanie niezależnego Abchaskiego Kościoła Prawosławnego. Występując w imieniu zgromadzenia ks. Wissarion (Aplia) zadeklarował, iż nowa struktura nawiązuje do tradycji niezależnego Katolikosatu Abchazji. Stwierdził również, że duchowieństwo Abchazji już wcześniej starało się na przewidzianej prawem kanonicznym drodze uzyskać samodzielność, jednak żaden Kościół prawosławny nie chciał wejść w konflikt z Gruzińskim Kościołem Prawosławnym. Nowo powstała struktura ma posiadać dwie eparchie, suchumską i picundzką. Dotychczasowa katedra eparchialna znajdowała się w Picundzie.
Ks. Wissarion (Aplia) nazwał powołanie Abchaskiego Kościoła Prawosławnego aktem historycznej sprawiedliwości i zapowiedział, że będzie apelował do wszystkich kanonicznych Kościołów o uznanie struktury za działającą zgodnie z prawem kanonicznym. Tymczasem patriarcha Gruzji Eliasz II nie uznał oderwania się eparchii podlegającej jego jurysdykcji i stwierdził, że inspiratorzy powstania Kościoła nie mieli uprawnień do podjęcia tak ważnej decyzji. Podkreślił, że żaden z kanonicznych Kościołów nie zareagował pozytywnie na wiadomość o powstaniu Kościoła Abchaskiego. Również Rosyjski Kościół Prawosławny zadeklarował szacunek dla obowiązujących granic jurysdykcji.
Równocześnie przedstawiciele Abchaskiego Kościoła Prawosławnego podjęli starania na rzecz zdobycia poparcia u władz de facto autonomicznej Abchazji.
W grudniu 2010 zwierzchnik Abchaskiego Kościoła Prawosławnego stwierdził, że dialog z Patriarchatem Gruzińskim będzie możliwy dopiero wtedy, gdy jednostronnie ogłoszona autokefalia zostanie przezeń uznana. W odpowiedzi patriarcha Gruzji ogłosił osobiste przejęcie zarządu nad terytorium eparchii suchumsko-abchaskiej.